# Crawling
„Crawling“ je píseň americké rockové skupiny Linkin Park. Je to druhý singl z jejich debutového alba Hybrid Theory. Tato píseň byla vydána v roce 2000 a o dva roky později získala cenu Grammy za nejlepší hardrockový výkon. V lednu 2011 byla tato píseň vydána v DLC balíčku pro hru Rock Band 3.

## Videoklip
Videoklip režírovali bratři Strauseovi. Zobrazuje vnitřní konflikt mladé ženy, která se potýká s násilnickým vztahem. Uzavírá se před zbytkem světa, což je znázorněno zvláštními efekty krystalů, které se kolem ní tvoří. Na konci krystaly zmizí.
Jedná se o první videoklip ve kterém se objevil baskytarista Dave Farrell.

## Seznam skladeb
| CD singly | CD singly                         | CD singly |
| Pořadí    | Název                             | Délka     |
| --------- | --------------------------------- | --------- |
| 1.        | "Crawling"                        | 3:29      |
| 2.        | "Papercut"                        | 3:08      |
| 3.        | "Backstage Video Footage" (Video) | 9:56      |

## Obsazení

### Linkin Park
- Chester Bennington – zpěv
- Mike Shinoda – klávesy, doprovodné vokály, programování, samply, výtvarné zpracování a produkce.
- Brad Delson – kytary
- Joe Hahn – gramofony, samply, syntezátory, výtvarné zpracování
- Rob Bourdon – bicí

### Produkce
- Don Gilmore – výrobce, inženýrství
- Steve Sisco – inženýrství
- John Ewing Jr. – inženýrství
- Matt Griffin – inženýrství
- Andy Wallace – mixování
- Brian Gardner – mastering zvuku, digitální úpravy
- Jeff Blue – výkonný producent